# 梅赫蘭·卡里米·納賽里
梅赫蘭·卡里米·納賽里（波斯語：مهران کریمی ناصری，[mehˈrɒn kʲæriˈmi nɒseˈri]，1945年—2022年11月12日），亦稱阿爾弗雷德·梅赫蘭先生（Sir, Alfred Mehran），生於伊朗馬斯吉德蘇萊曼，因為遺失難民護照，自1988年8月8日起在法國戴高樂機場第一航廈的一排紅色座椅上居住，直到2006年7月因健康問題離開機場送醫為止，在此機場居住17年，是史上在同一個機場中停留時間最久的人。自傳《航站人》（The Terminal Man）介紹了他的人生以及在航站的生活。梅赫蘭被認為是電影《航站情緣》中由湯姆·漢克斯所飾主角的原型人物。

## 生平

納賽里在戴高樂機場第一航廈的「家」

納賽里的父親是一名伊朗物理學家，在馬斯吉德蘇萊曼為英伊石油公司工作。其母親據說是一名蘇格蘭護士，與父親在同一個地方工作。他是非婚生子，其父母在公司認識，生下納賽里後交由父親撫養。
1972年父親去世，家族成員向他坦承他是非婚生子的事實。因為家族不再接納他，1973年9月，他至英國就讀布拉德福德大学，攻讀一個3年課程，主修南斯拉夫經濟。1974年，他回到伊朗，參與反對伊朗巴列維國王的政治運動。
據納賽里的說法，他在1977年因為參與示威，被伊朗政府驅逐而成為政治難民。他曾向數個國家申請政治庇護，最後在比利時獲得聯合國難民署簽發的難民簽證，此後在歐洲數個國家來回居住。但是他的說法一直存在爭議
他聲稱他的母親是英國人，但是沒有文件可以證明。在1986年，他決定到英國居住。1988年，他在旅途中遺失了他的皮箱，裏頭有他所有的身份證件。他在戴高樂機場轉機，搭上往倫敦的班機，但在英國入境時，因為沒有任何合法證件而遣返法國戴高樂機場。回到戴高樂機場的時候，起初他遭到逮捕訊問。因為他入境機場的時候是合法的，而且沒有辦法把他遣送到其他國家，法國海關釋放了他，但他也不能入境法國。他從此居住在戴高樂機場的第一航廈中，在一排紅色椅子上睡覺，在機場廁所盥洗，並在機場餐廳吃飯。
1992年，一名法國人權律師克里斯蒂安·布爾格（Christian Bourgue）受理他的案件。法國法庭判決機場不能強制驅離他，但是法庭也無法給他入境法國的許可。律師希望可以得到比利時簽發的身份證明，讓他可以離開戴高樂機場。1995年，比利時當局同意以難民身份讓他入境，條件是他必須在社工的監護下居住在比利時。納賽里希望能夠到英國去，因此拒絕了這項提議。
在機場中，納賽里仰賴來往旅客的資助，成為戴高樂機場的一項景點。機場商家對他提供特別照顧，往來旅客常與他照相及簽名留念。機場人員也盡量不去干擾他的生活，但是長時期在機場居留，也讓他出現心理疾病的狀況。2006年7月，梅赫蘭因健康問題送醫治療，離開了戴高樂機場。2007年1月，他接受法國紅十字會的安排，到機場旁邊的過境旅館中暫居。5月，進入Emmaus體系下的社會庇護機構，接受他們的照顧。自2008年起，他一直住在巴黎的庇護所。

### 逝世
2022年11月12日當地時間中午左右，納賽里在戴高樂機場2F航站因心臟病發，經警方和醫療團隊搶救無效身亡。根據戴高樂機場機場人員表示，納賽里前幾周又回到機場居住，享壽76歲。

## 外部連結
- Le naufragé du terminal 1，存档于（存檔日期 17 October 2007）, 26 July 2004, （法語）
- 梅赫蘭·卡里米·納賽里在互联网电影资料库（IMDb）上的資料（英文）
- 互联网电影数据库（IMDb）上《Tombés du ciel (1993)》的资料（英文）
- 互联网电影数据库（IMDb）上《Sir Alfred of Charles de Gaulle Airport (2000)》的资料（英文） / YouTube上的full video